# Luigi's Mansion
Luigi's Mansion (Japans: ルイージマンション, Romaji: Ruījimanshon) is een actie-avonturenspel en tevens lanceertitel voor de Nintendo GameCube. Het spel werd op 3 mei 2002 uitgebracht in Europa. Het is de eerste game uit de Mario-serie voor dit systeem en het tweede spel waarin Luigi de hoofdrol speelt om zijn broer Mario te redden. Dit gebeurde eerder al in de SNES-titel "Mario is Missing!". Het spel heeft een unieke gameplay waarin de speler kennismaakt met de Poltergust 3000, een stofzuiger om spoken mee op te zuigen.
Op 8 maart 2018 is bekendgemaakt via een Nintendo Direct dat er wordt gewerkt aan een port van dit spel voor de Nintendo 3DS. Deze is uitgebracht op 19 oktober 2018. De remake biedt verbeterde beelden en nieuwe functies, zoals een plattegrond op het onderste scherm en een boss rush-stand.

## Verhaal
In Luigi's Mansion heeft niemand minder dan Luigi een reuzegroot landhuis gewonnen in een wedstrijd waar hij niet eens mee heeft gedaan. Samen met zijn broer Mario spreken ze af aan de ingang van het landhuis, maar later blijkt dat Mario werd ontvoerd, nog voor Luigi arriveerde. In een met spoken gevuld landhuis moet Luigi met behulp van de Poltergust 3000 en een zaklamp op zoek gaan naar zijn broer Mario.

## Ontvangst
Met 3,3 miljoen verkochte exemplaren is volgens het Guinness World Records Gamer Edition 2008 dit spel het vijfde beste verkochte GCN-spel.

## Trivia
- Luigi's Mansion is tevens een baan in Mario Kart DS en een Super Smash platform in Super Smash Bros. Brawl.
- Het spel is opgenomen in het boek 1001 Video Games You Must Play Before You Die van Tony Mott.